# IOGT-NTO

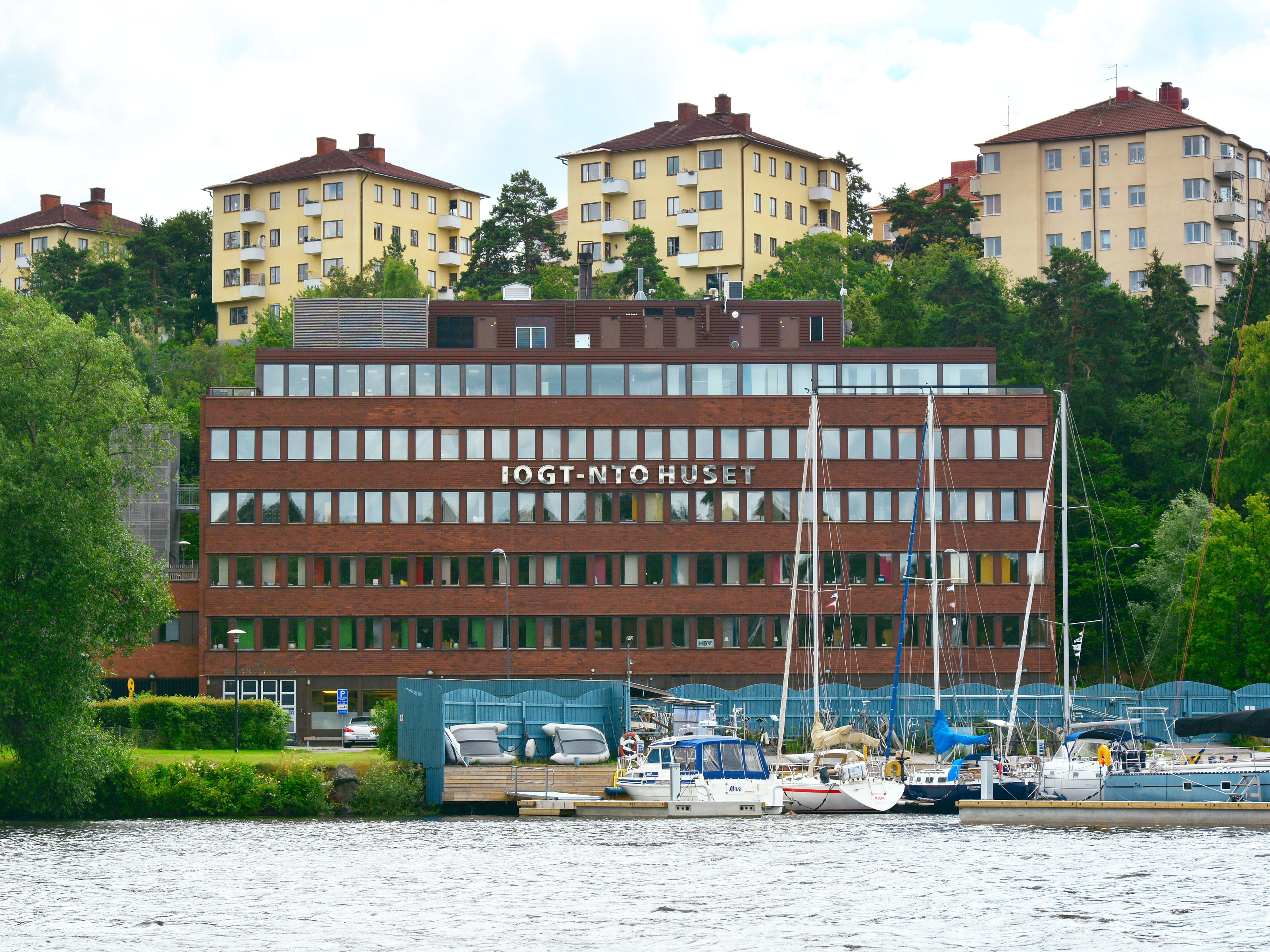
IOGT-NTO:s huvudkontor på Stora Essingen i Stockholm.

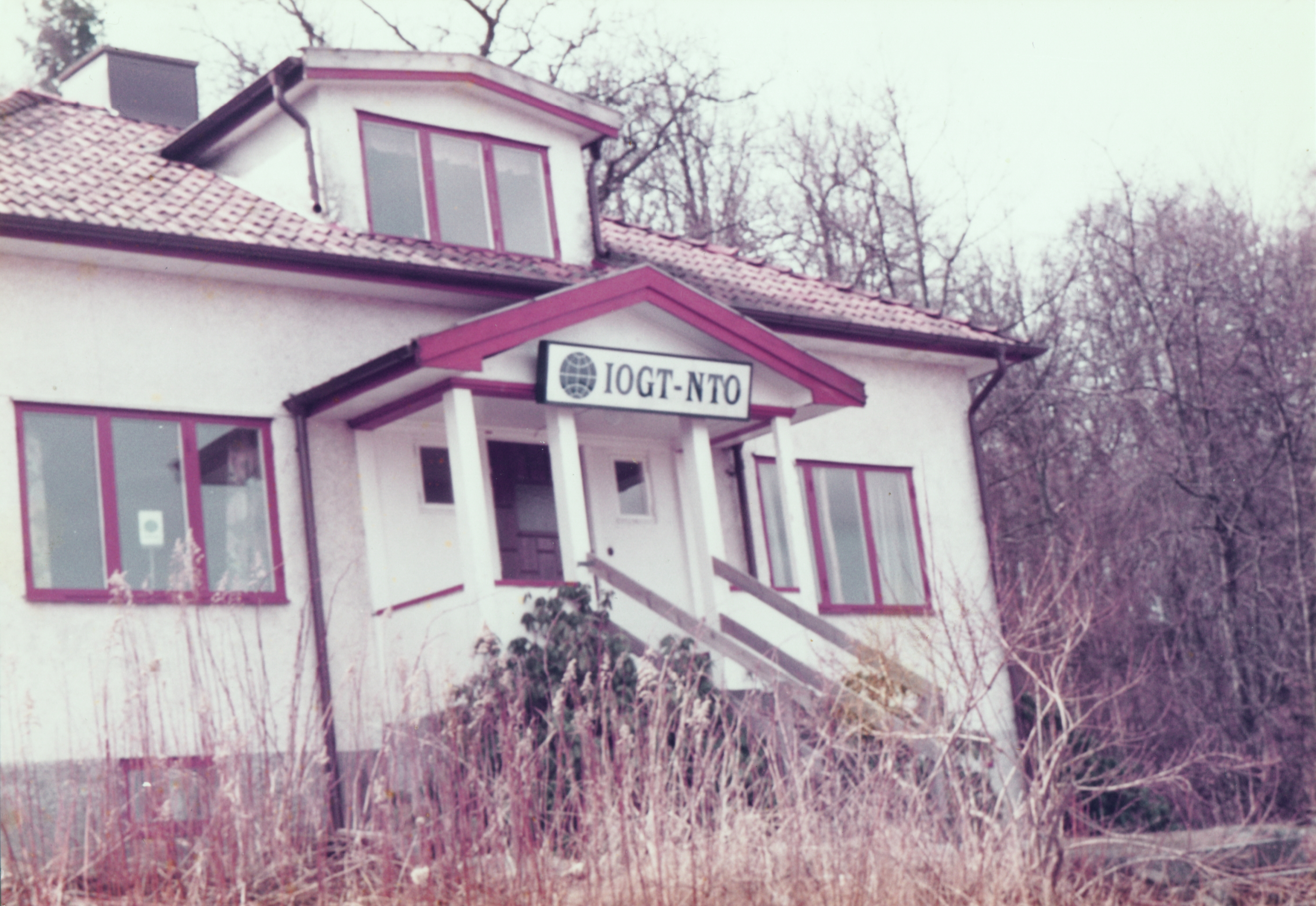
IOGT-NTO i Kållered 1984

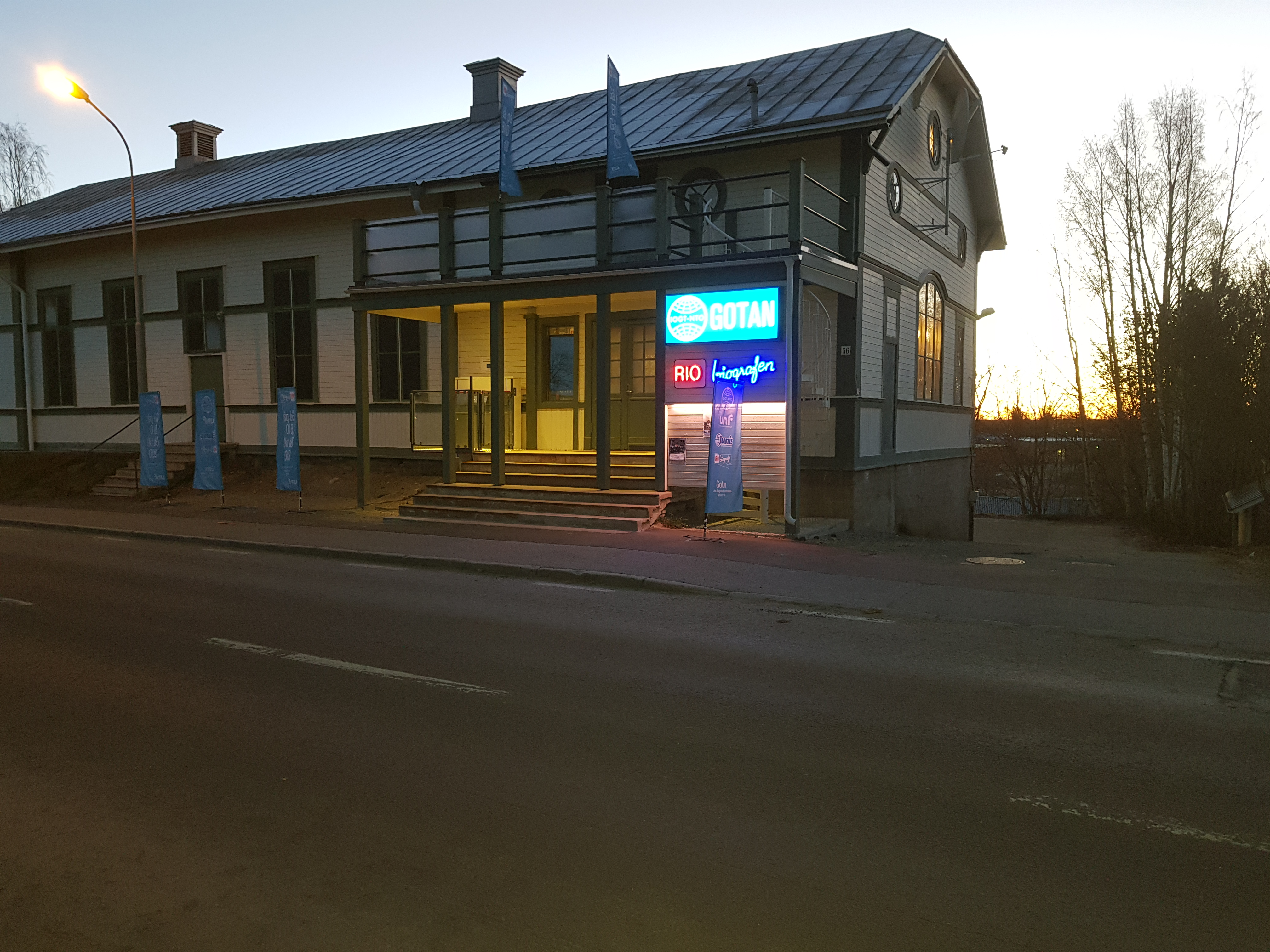
IOGT-NTO:s lokal i Ockelbo

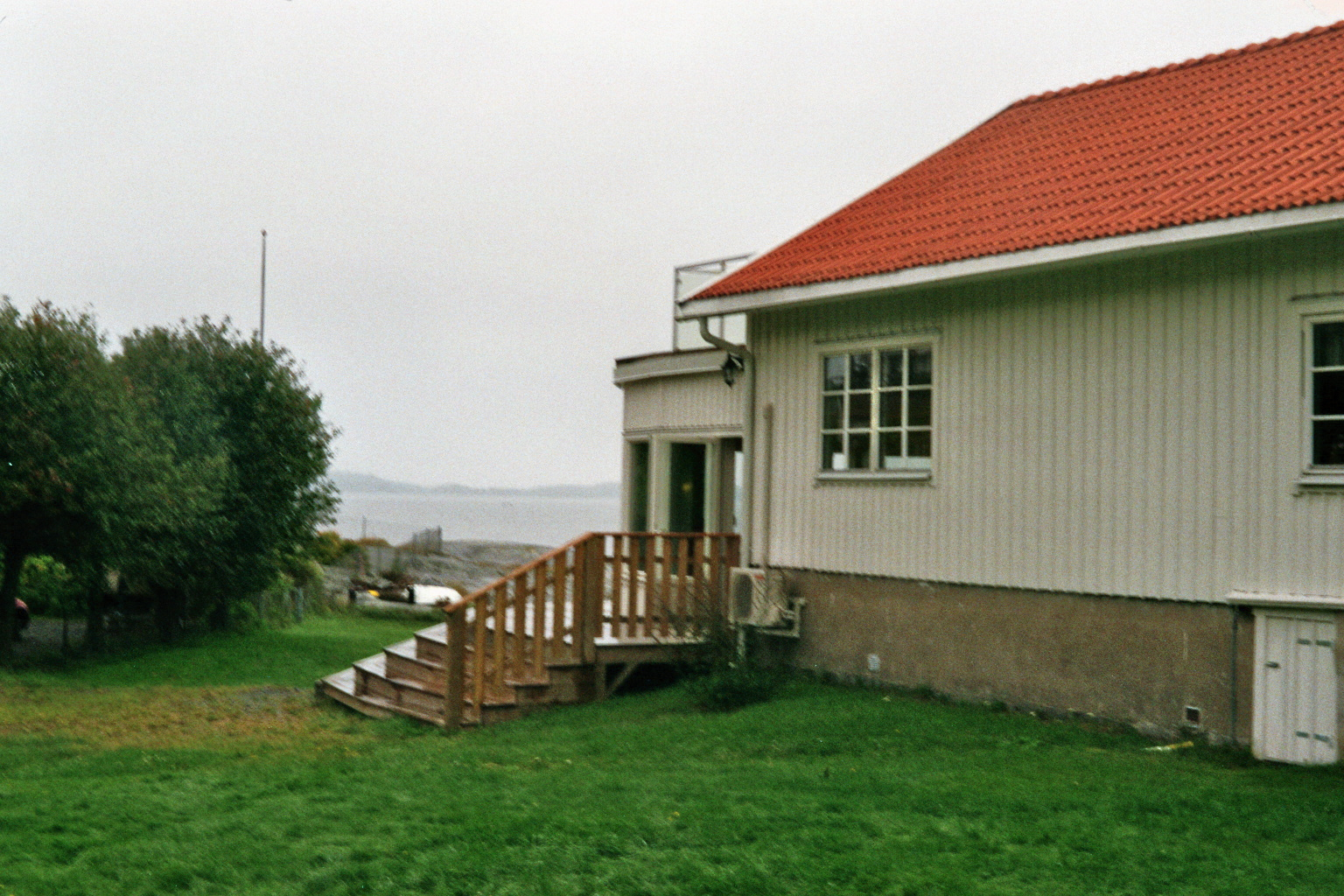
IOGT-NTO, Sillvik, ca 2007

IOGT-NTO är Sveriges största nykterhetsorganisation, bildad 1970 genom sammanslagning av IOGT och NTO. IOGT-NTO är en del av IOGT-NTO-rörelsen och Movendi International. Lucas Nilsson är sedan 2021 ordförande. Generalsekreterare sedan 2024 Daniel Johnson. 
Landet är sedan 2020 uppdelat i åtta distrikt som har egna expeditioner och ofta även egen personal.  
IOGT-NTO driver två folkhögskolor, Wendelsberg i Mölnlycke och Tollare i Nacka. Organisationen driver också ett behandlingshem, Dagöholm. Inom rörelsen finns också ett stort antal lokaler, allt från minsta samlingslokal till stora kursgårdar. Verksamheten finansieras till större delen genom helägda Miljonlotteriet – 84 % 2008 – och till mindre del genom medlemsavgifter, gåvor, offentliga anslag och annat. IOGT-NTO är en av medlemsorganisationerna i studieförbundet NBV och ger ut tidningen Accent.

## Medlemslöftet
Det nuvarande löftet lyder:
| ” | Som medlem i IOGT-NTO lovar jag att arbeta för ett bättre samhälle utifrån IOGT-NTO-rörelsens grundsatser och program. Därmed lovar jag att leva helnyktert, det vill säga att ej använda alkoholdrycker med högre alkoholhalt än 2,25 volymprocent, narkotika eller andra gifter med berusande effekt. | „ |

Det första svenska medlemslöftet, hos den första svenska godtemplarlogen 1879, löd:
| ” | Ingen medlem må tillverka, köpa, sälja, begagna, bjuda, förskaffa eller låta förskaffa åt andra sprithaltiga eller jästa drycker, att brukas som läskdryck; och hvarje medlem är skyldig att på hvarje lofligt sätt motarbeta tillverkning, försäljning och bruk af sådana drycker. | „ |

Gränsen vid just 2,25 % är omdiskuterad. 1888 sattes den (i IOGT) till 2 % (efter argumentation från bland andra ordenstemplaren Edward Wavrinsky), och ändrades troligen till 2,25 % i samband med att 1944 års nykterhetskommitté presenterade sin stora statliga utredning på 1950-talet. När riksdagen röstade igenom kommitténs förslag delades öl in i tre olika klasser, och den övre gränsen för klass 1 öl (lättöl) sattes vid 2,25 volymprocent.
Flera andra svenska nykterhetsorganisationer, t.ex. Blå Bandet, Vita nykter, och Motorförarnas helnykterhetsförbund, har också sin gräns vid 2,25 volymprocent. I norska IOGT går istället gränsen vid 0,5 volymprocent, vilket också är praxis inom andra länders IOGT-avdelningar.

## Historik
IOGT-NTO bildades 1970, när de två stora svenska nykterhetsorganisationerna IOGT och NTO slogs ihop.
IOGT betydde ursprungligen Independent Order of Good Templars, men sedan man blivit en internationell organisation samt avskaffat ordenssystemet ändrades det till International Organisation of Good Templars. NTO står för Nationaltemplarorden. Efter sammanslagningen används dock inte förkortningarnas betydelse.

## Verksamhet
IOGT-NTO arbetar med tre olika verksamhetsområden.
Det alkohol- och narkotikapolitiska arbetet går ut på att minska den totala konsumtionen av alkohol i samhället, samt att göra samhället narkotikafritt. Här riktar man sig i hög grad till politiker, men också genom utbildningar och dylikt direkt till medlemmar och allmänhet.
Det förebyggande arbetet har alltid varit viktigt inom IOGT-NTO. Det går bland annat ut på att skapa alkoholfria mötesplatser såsom fester, studiecirklar, med mera. I grund och botten handlar det om att minska efterfrågan på alkohol och andra droger, men också att skapa alternativ till alkoholkultur.
Genom det sociala arbetet når IOGT-NTO ut till före detta missbrukare som behöver en ny umgängeskrets och en alkoholfri mötesplats efter avslutat missbruk. Här under hör också arbetet på Dagöholms behandlingscenter.
Mellan 1981 och 2007 var Torsten Friberg förbundsdirektör som efterträddes av Stefan Bergh med titeln generalsekreterare, som senare efterträddes av Peter Moilanen 2011-2018.

## Medlemmar
Under 2005 gjorde IOGT-NTO en storsatsning på medlemsvärvning och satte då målet att värva 1 000 nya medlemmar varje månad. Den 15 december hade man nått målet för hela året, det vill säga 12 000 nya medlemmar. Under 2006 fortsatte den kraftiga medlemsutvecklingen och i juli 2007 meddelade förbundet att man lyckats värva 22 000 medlemmar på två år. Våren 2009 hade man 47 000 medlemmar.
Den 21 oktober 2010 hade IOGT-NTO 31 812 medlemmar varav 17433 kvinnor och 14 163 män. Det största distriktet var Stockholm med 2 626 medlemmar, och det minsta Gotland med 397 st. Under året 1 oktober 2009-30 september 2010 fick organisationen 2 494 medlemmar. Under den föregående ettårsperioden gick 5 989 personer med. Av dessa 5 989 hade den 21 oktober 2010 närapå en fjärdedel (22 %) gått ur igen, nästan hälften (48 %) inte betalat sin medlemsavgift, och de återstående (30 %) betalat sin medlemsavgift.
År 2020 hade IOGT-NTO 23 830 medlemmar, en minskning från 25 972 medlemmar året innan (2019).

## Ordförande i IOGT-NTO
- Olof Burman, 1970–1973
- Rolf Persson, 1973–1985
- Kjell E Johanson, 1985–1995
- Sven-Olov Carlsson, 1995–2009
- Anna Carlstedt, 2009–2015
- Johnny Mostacero, 2015–2021
- Lucas Nilsson, 2021–

## Kongresser
IOGT-NTO har haft kongresser på följande år och orter:

- 1970 Stockholm
- 1971 Vänersborg
- 1972 Umeå
- 1973 Östersund
- 1975 Kalmar
- 1977 Nyköping
- 1979 Göteborg
- 1981 Luleå
- 1983 Norrköping
- 1985 Malmö
- 1987 Karlstad
- 1989 Umeå
- 1991 Falun
- 1993 Växjö
- 1995 Örnsköldsvik
- 1997 Köping
- 1999 Gävle
- 2001 Stockholm
- 2003 Jönköping
- 2005 Piteå
- 2007 Uppsala
- 2009 Göteborg
- 2011 Åre
- 2013 Borås
- 2015 Lund
- 2017 Karlstad
- 2019 Örnsköldsvik
- 2021 Digital med anledning av coronaviruspandemin
- 2023 Uppsala

IOGT-NTO-rörelsens distrikt turas om att vara värdar för kongresserna.

## Uteslutningar
Sedan IOGT-NTO bildades har två medlemmar uteslutits med anledning av att förbundsstyrelsen ansett att dessa agerat i strid med rörelsens grundsatser. (Åtskilliga andra har uteslutits på grund av bristande betalning eller brott mot nykterhetslöftet.) Första gången handlade det om en nazist. Andra gången, i januari 2008, uteslöts pingstpastorn Åke Green på grund av sin uppmärksammade predikan om homosexualitet.

### Uteslutningen av Åke Green 2008
Uteslutningen av Green vållade starka reaktioner och många medlemmar begärde utträde ur organisationen. 
En del lokala företrädare för organisationen kritiserade förbundsstyrelsens agerande: ordföranden i Kalmardistriktet påpekade att Åke Green värvades som medlem efter att han hållit sin predikan och dessutom hann vara medlem i två och ett halvt år innan han uteslöts. Liknande synpunkter föranledde ordföranden i Jönköpingsdistriktet att avgå. En majoritet av distrikten stödde emellertid uteslutningen.
Församlingen Livets Ord beslutade att sluta upplåta monterplats åt IOGT-NTO på sin årliga sommarkonferens. En pingstpastor anklagade IOGT-NTO för åsiktsregistrering och lämnade organisationen. Den ledande pingstpastorn Sten-Gunnar Hedin valde att kvarstå som medlem i IOGT-NTO men har också engagerats i bildandet den av nya nykterhetsorganisationen Vita.
IOGT-NTO fick 2008 föreningen Ordfronts demokratipris, vilket förbundet delade med Åke Nyström, ungdomssamordnare i Mora kommun. IOGT-NTO tilldelades priset för sitt demokratiska mod. Detta motiverade juryn med dels att man har förändrat organisationen för att bli en levande folkrörelse och dels att man uteslutit Åke Green.
När IOGT-NTO i juli 2009 höll kongress i Göteborg så var man 6 000 medlemmar färre än föregående år. De flesta tros, enligt förbundets årsberättelse, ha lämnat IOGT-NTO till följd av uteslutningen av Åke Green.